# Estação Ferroviária da Lamarosa
A Estação Ferroviária de Lamarosa é uma interface da Linha do Norte, que serve a localidade de Lamarosa, no concelho de Torres Novas, em Portugal. Funciona como ponto de entroncamento com o Ramal de Tomar, que entrou ao serviço em 24 de Setembro de 1928.

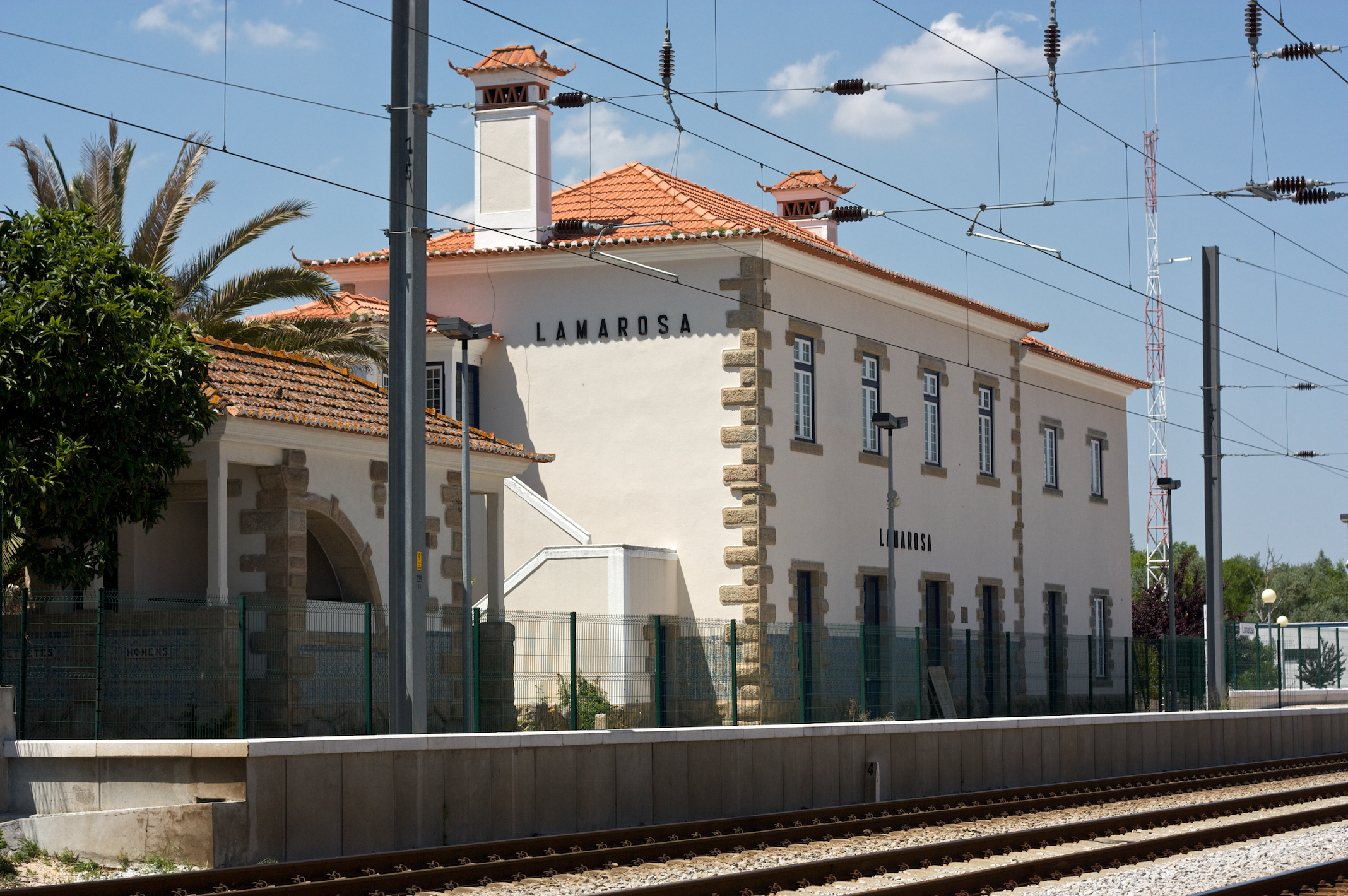
Antigo edifício da estação de Lamarosa, em 2009.

## Descrição

### Localização e acessos
O acesso a esta interface é realizado pelo Largo da Estação, na localidade de Lamarosa.

### Infraestrutura
Em Janeiro de 2011, apresentava quatro vias de circulação, com comprimentos entre os 149 e 810 m; as plataformas tinham 220 e 145 m de extensão, e 90 cm de altura. O edifício de passageiros situa-se do lado sudoeste da via (lado esquerdo do sentido ascendente, a Campanhã).

### Serviços
A estação é utilizada pelos comboios Regionais e InterRegionais da C.P.

## História

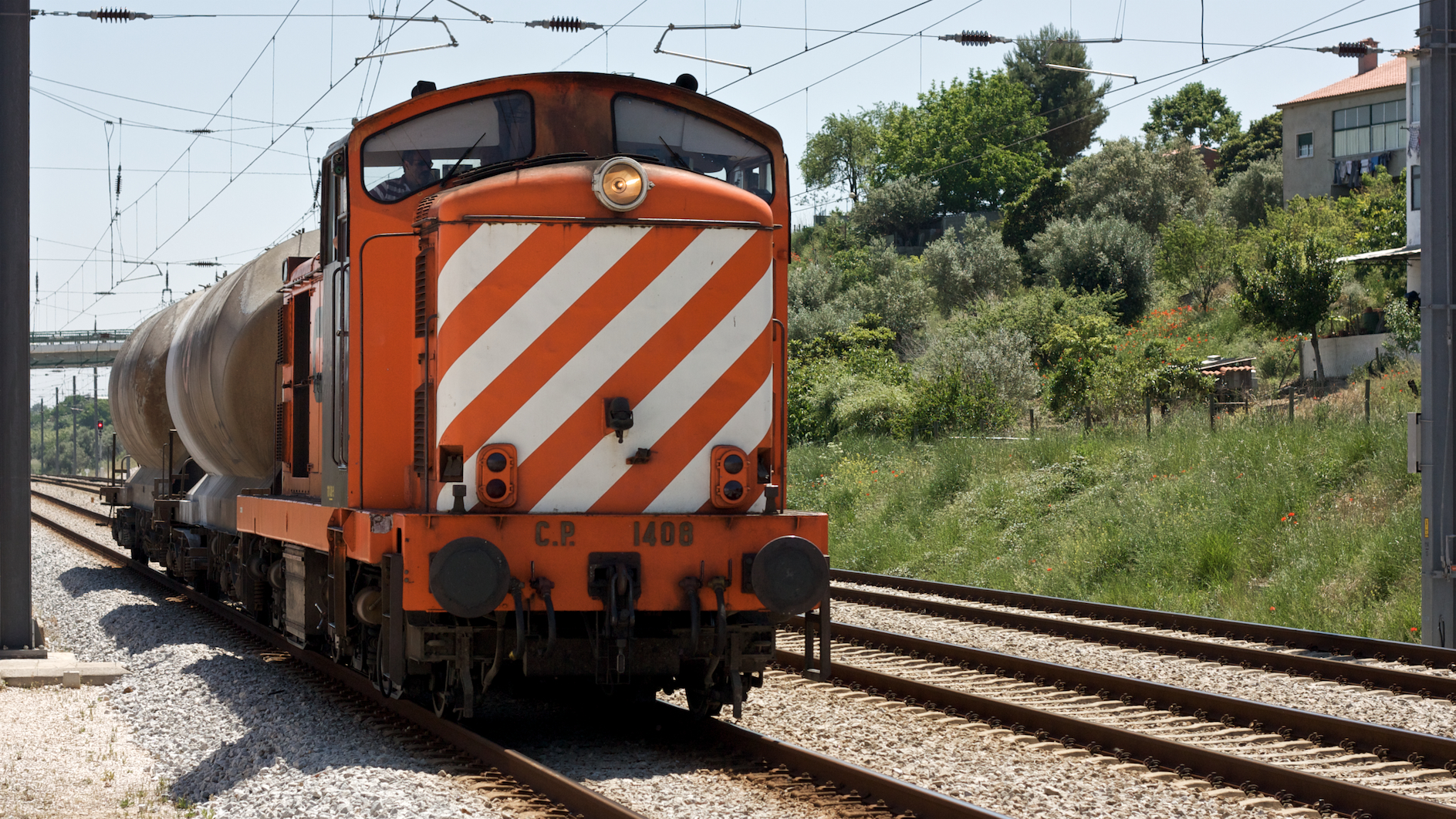
Comboio de mercadorias junto à Estação de Lamarosa

### Inauguração
Esta interface situa-se no troço entre Entroncamento e Soure da Linha do Norte, que entrou ao serviço em 22 de Maio de 1864.

### Século XX
Em Janeiro de 1914, ocorreu uma das piores greves ferroviárias em Portugal, que provocou interrupções em vários pontos da rede; um comboio que viajou entre Lisboa e o Porto nos dias 16 e 17 teve de parar na estação de Lamarosa para reparar os carris, que tinham sido arrancados.

#### Ligação a Tomar
Originalmente, o projecto para a ligação ferroviária a Tomar partia de Paialvo, sendo o ponto inicial mudado para a Lamarosa por portarias de 15 de Março de 1916 e 14 de Maio de 1926. Em 1926, o Governo autorizou o plano da Companhia dos Caminhos de Ferro Portugueses para a ampliação desta interface, de forma a se tornar na estação de entroncamento com o Ramal de Tomar, que se encontrava em construção naquela altura. Este caminho de ferro foi inaugurado em 23 de Setembro de 1928, e entrou ao serviço no dia seguinte.